# デ・アッケルス駅
デ・アッケルス駅（デ・アッケルスえき、蘭: De Akkers）は、オランダ・スパイケニッセにある、ロッテルダム地下鉄の駅である。

## 概要
C線およびD線の終点であり、地下鉄網の最南西端に位置する。隣の駅は、C線、D線のいずれの場合も、ヘームラートラーン駅である。

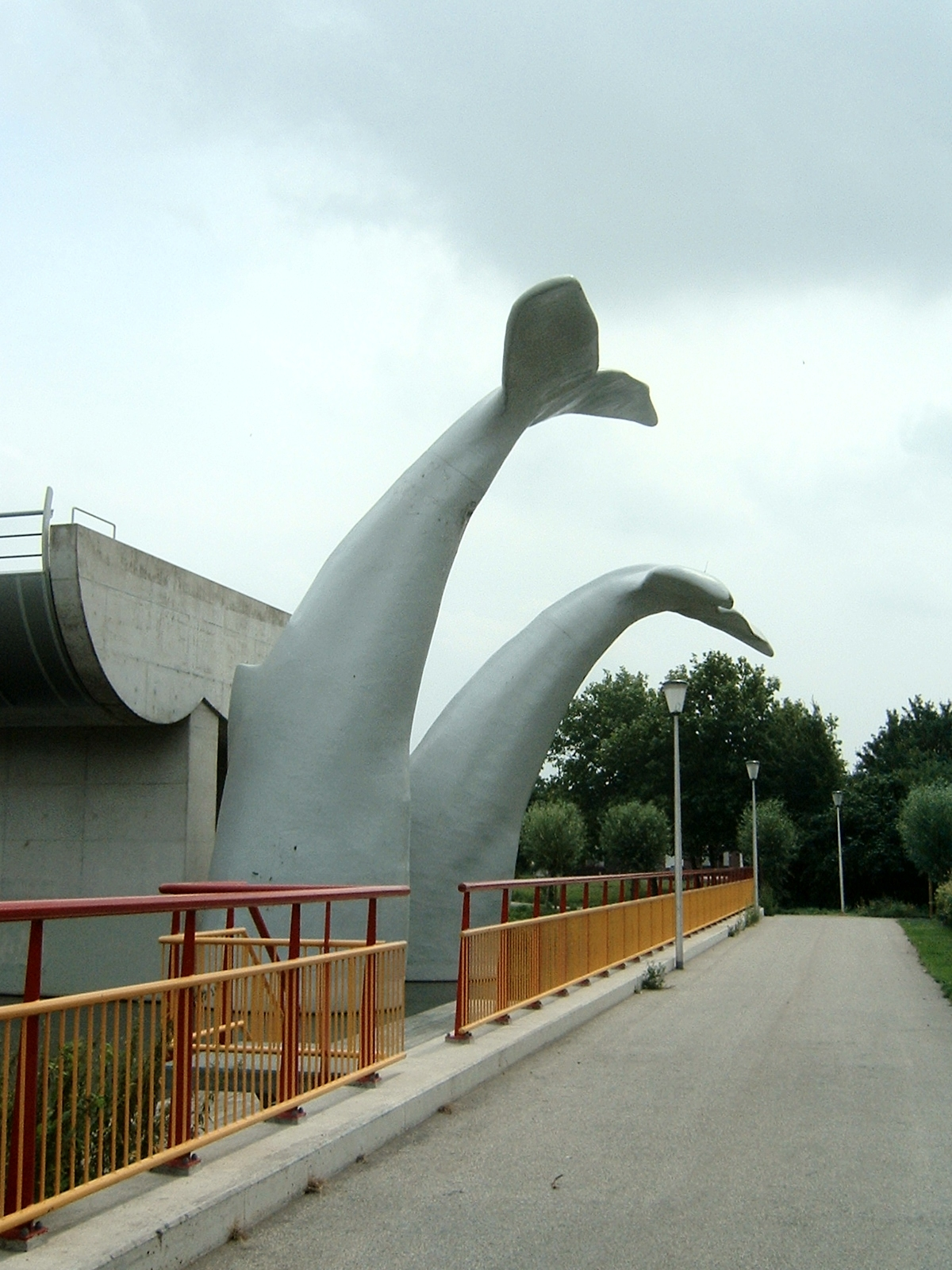
『クジラの尾』

当駅は、1985年4月25日、当時、交通・公共事業・水管理大臣を務めていたネリー・クルースによって開設された。駅の下部には、ショッピングセンターがある。

## 事故
2020年11月2日午前0時半ごろ（現地時間）、地下鉄の車両が駅の高架線路の先端部分に設けられた車両止めを突破して脱線する事故が発生した。先頭車両は、高架線路の傍らに設置されていた、クジラの下半身を象った彫刻作品の尾びれの部分に乗り上げた状態で停止したために、およそ10メートル（32フィート）下を流れる運河に落下するのを免れた。すべての乗客が降車した後であったため、乗車していたのは運転士1人であった。運転士は自力で車両の外に脱出しており、怪我はなかった。。
彫刻作品は、もともと『クジラの尾』（蘭:  “Walvisstaarten”, 英:  “Whale tails”）というタイトルが付けられていたが、事故発生から数時間も経たないうちに、地元の住民から『クジラの尾びれに救われて』（英:  “Saved by a Whale’s Tale”）と呼ばれるようになった。彫刻作品は、強化ポリエステル樹脂を用いて製作されたクジラの下半身を鋼製の骨格で支えたもので、コンクリートで固定されている。彫刻作品は、建築家で芸術家のマールテン・ストルイスの手になるものであり、2002年にデ・アッケルス駅によって設置された。